# Március

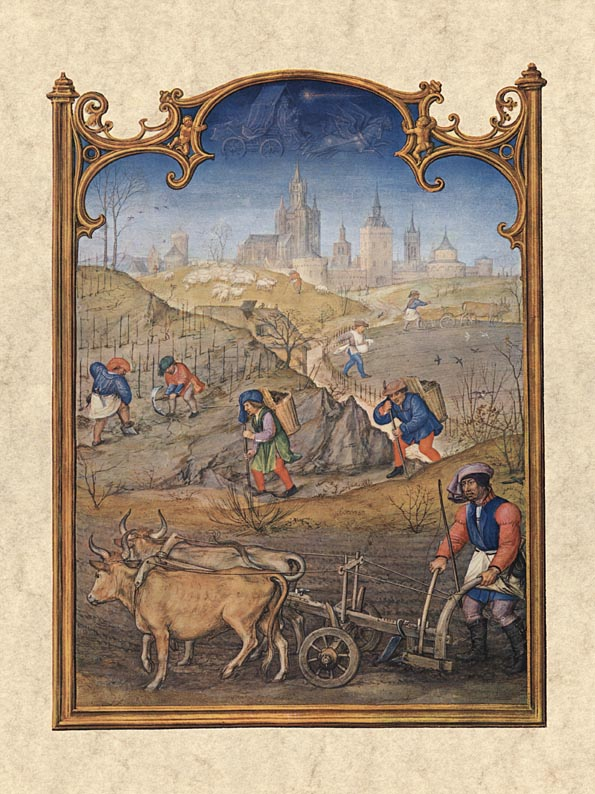
A Grimani Breviariumban

Március (régiesen Mártius) az év harmadik, 31 napos hónapja a Gergely-naptárban. Március nevét Marsról, a háború római istenéről kapta.
Az ókori Rómában szerencsét hozónak tartották, ha a háborút ez idő tájt indítják.
A 18. századi nyelvújítók szerint a március: olvanos. A népi kalendárium böjt máshavának (vagy másképpen böjtmás havának) nevezi.

## Március eseményei
- március 1.:
  - Haditechnikai Kutatók és Fejlesztők Napja
  - A Polgári Nemzetbiztonsági Szolgálatok Napja
  - A Polgári Védelem Világnapja
  - Az atomfegyvermentes és független Csendes-óceáni térség napja
  - Bulgáriában martenicát, Romániában és Moldovában mărțișor-t viselnek.
  - Wales nemzeti ünnepe: Szent Dávid napja
  - Paraguay: Hősök napja

- március 2.:
  - Mianmar: a földművesek napja

- március 3.:
  - Békéért Küzdő Írók Világnapja
  - Bulgária nemzeti ünnepe
  - Malawi: mártírok napja
  - Grúzia: az anyák napja

- március 5.:
  - A Néprajzi Múzeum napja (1872-ben ezen a napon nevezték igazgatóvá Xántus Jánost)
  - Vanuatu: a hagyományos törzsi vezetők (custom chiefs) napja
  - A disszociatív személyiségzavar napja[1]

- március 6.:
  - Ghána nemzeti ünnepe

- március 8.:
  - Nemzetközi nőnap
  - Szíria: a forradalom napja

- március 9.:
  - DJ-k Világnapja

- március 10.
  - A székely szabadság napja

- március 11.:
  - Litvánia: a függetlenség visszaállításának napja

- március 12.:
  - Gabon: a megújhodás napja
  - Mauritius: a függetlenség napja

- március 13.:
  - Kuba: forradalmi roham az elnöki palota ellen (1957-ben, kudarc)

- március 14.:
  - Nemzetközi Pí Nap
  - Libanon: a szolidaritás napja
  - Ausztrália: a győzelem napja
  - Gátellenes világnap

- március 15.:
  - Magyarország nemzeti Ünnepe
  - Fogyasztóvédelmi Világnap
  - A Magyar Sajtó Napja
  - Nemzetközi fókavadászat ellenes nap 2005 - től.
  - Ausztrália: Canberra napja
  - Fehéroroszország: az alkotmány napja

- március 16.:
  - A magyar zászló és címer napja 2015 - től.
  - USA: a szabadság napja, az információ szabadságának napja, a fekete sajtó napja

- március 17.:
  - Szent Patrik napja - Írország nemzeti ünnepe

- március 18.:
  - Mongólia: a férfiak napja, a katonák napja

- március 19.:
  - A cigányság világnapja
  - Dominikai Köztársaság: nemzeti emléknap (márciusi csata)

- március 20.:
  - tavaszi (a déli félgömbön őszi) nap-éj egyenlőség, a csillagászati tavasz (a déli félgömbön ősz) kezdete
  - Tunézia: a függetlenség napja (1956)
  - A békák és vizi kétéltűek világnapja

- március 21.:
  - Szent Benedek napja
  - 1966 óta a faji megkülönböztetés elleni küzdelem nemzetközi napja. 1960-ban ezen a napon a Dél-afrikai Köztársaságban 59 tüntetőt lőttek le a rendőrök.
  - 2006 óta a Down-szindróma-világnapja
  - a Költészet Világnapja (UNESCO)
  - Bábszínházi Világnap
  - az erdők nemzetközi napja.
  - a Planetáris Tudat Világnapja
  - Namíbia: a függetlenség napja
  - Szíria: a nők napja

- március 22.:
  - A víz világnapja.
  - A Magyar Fordítók és Tolmácsolók Napja
  - Puerto Rico nemzeti ünnep (emancipáció napja)

- március 23.:
  - A magyar-lengyel barátság napja 2007 óta
  - Meteorológiai világnap
  - Pakisztán: az államalapítás napja

- március 24.:
  - A Tuberkulózis Világnapja (WHO) 1982. óta

- március 25.:
  - Görögország: a függetlenség kikiáltásának napja

- március 26.:
  - Banglades: a függetlenség napja
  - Mali: a demokrácia és Moussa Traoré rezsimje mártírjainak napja
  - A dokumentumszabadság világnapja 2008 - tól
  - Az epilepsziások melletti kiállás és szolidaritás napja (Purple Day – Lila Nap)[2] (Az epilepszia világnapja február 14-én van, a Lila Nap a támogatás napja.)
  - Vietnám: az ifjúság napja

- március 27.:
  - Színházi világnap
  - II. Rákóczi Ferenc vezérlő fejedelem emléknapja (2015 - től)
  - Angola: a győzelem napja
  - Mianmar: a fegyveres erők napja

- március 28.:
  - Szerbia: az alkotmány napja

- március 29.:
  - Közép-afrikai Köztársaság: Boganda napja
  - Madagaszkár: a megemlékezés napja
  - Tajvan: az ifjúság napja

- március 30.
  - Az orvosok Napja (Magyarországon 2015-től)

- március 31.:
  - Málta: a brit gyarmatosítás alóli felszabadulás napja, az utolsó brit katona távozása. (1979)
  - Mikronézia: a kultúra napja

- március első keddje: a Békehadtest napja
- március második hétfője: a Brit Nemzetközösség napja
- március utolsó vasárnapja: a nyári időszámítás kezdete
- A húsvét egy március 22. és április 25. közötti vasárnapra esik.
- Az év 88. napja (március 29., szökőévben március 28.): a zongora világnapja

## Kiegészítések
- A horoszkóp csillagjegyei közül az alábbiak esnek a március hónapba:
  - Halak (február 19.–március 20.) és
  - Kos (március 21.–április 19.).
- Március folyamán a Nap az állatöv csillagképei közül a Vízöntő csillagképből a Halak csillagképbe lép.
- A március minden évben a hét ugyanazon napjával kezdődik, mint az adott év novembere, szabályos években pedig mint a február.